# Sickendorf
Sickendorf ist ein Stadtteil der Kreisstadt Lauterbach des mittelhessischen Vogelsbergkreises. Der Ort liegt in Mittelhessen westlich von Lauterbach.

## Geschichte

### Ortsgeschichte
Die älteste bekannte schriftliche Erwähnung von Sickendorf erfolgte im Jahr 1454 unter dem Namen Sickendorff. Im Ort steht das Schloss der Adelsfamilie Riedesel mit einem von den Gebrüdern Siesmayer gestalteten Schlosspark.
Die Statistisch-topographisch-historische Beschreibung des Großherzogthums Hessen berichtet 1830 über Sickendorf:

„Sickendorf (L. Bez. Lauterbach) evangel. Filialdorf; liegt im Vogelsberg 3⁄4 St. von Lauterbach, und gehört dem Freiherrn von Riedesel. Man findet 10 Häuser und 113 Einwoher, die evangelisch sind. Dieses Dorf wird, im Gegensatze mit dem hierher gehörigen Hofe Untersickendorf, auch öfters Obersickendorf genannt.“

Zum 1. Februar 1972 wurde die bis dahin selbständige Gemeinde Sickendorf im Zuge der Gebietsreform in Hessen auf freiwilliger Basis in die Kreisstadt Lauterbach eingegliedert. Für Sickendorf wurde, wie für die übrigen durch die Gebietsreform nach Lauterbach eingegliederten Gemeinden, ein Ortsbezirk mit Ortsbeirat und Ortsvorsteher eingerichtet.

### Verwaltungsgeschichte im Überblick
Die folgende Liste zeigt die Staaten und Verwaltungseinheiten, denen Sickendorf angehört(e):
- vor 1567: Heiliges Römisches Reich, Landgrafschaft Hessen, Gericht Engelrod der Freiherren Riedesel zu Eisenbach
- ab 1567: Heiliges Römisches Reich, Gericht Engelrod[8]
- 1604–1648: Heiliges Römisches Reich, strittig zwischen Landgrafschaft Hessen-Darmstadt und Landgrafschaft Hessen-Kassel (Hessenkrieg)
- ab 1623: Heiliges Römisches Reich, Landgrafschaft Hessen-Darmstadt, Gericht Engelrod (Freiherren Riedesel zu Eisenbach)[9]
- 1787: Heiliges Römisches Reich, Landgrafschaft Hessen-Darmstadt, Oberfürstentum Hessen, Amt Ulrichstein, Gericht Engelrod
- ab 1806: Großherzogtum Hessen,[Anm. 2] Fürstentum Oberhessen, Amt Ulrichstein, Gericht Engelrod[10][11]
- ab 1815: Großherzogtum Hessen, Provinz Oberhessen, Amt Engelrod der Freiherren Riedesel zu Eisenbach[12]
- ab 1821: Großherzogtum Hessen, Provinz Oberhessen, Landratsbezirk Herbstein[13][Anm. 3]
- ab 1825: Großherzogtum Hessen, Provinz Oberhessen, Landratsbezirk Lauterbach
- ab 1848: Großherzogtum Hessen, Regierungsbezirk Alsfeld
- ab 1852: Großherzogtum Hessen, Provinz Oberhessen, Kreis Lauterbach
- ab 1867: Norddeutscher Bund, Großherzogtum Hessen, Provinz Oberhessen, Kreis Lauterbach
- ab 1871: Deutsches Reich, Großherzogtum Hessen, Provinz Oberhessen, Kreis Lauterbach
- ab 1918: Deutsches Reich, Volksstaat Hessen, Provinz Oberhessen, Kreis Lauterbach
- ab 1938: Deutsches Reich, Volksstaat Hessen, Landkreis Lauterbach
- ab 1945: Deutsches Reich, Amerikanische Besatzungszone,[Anm. 4] Groß-Hessen, Regierungsbezirk Darmstadt, Landkreis Lauterbach
- ab 1946: Deutsches Reich, Amerikanische Besatzungszone, Hessen, Regierungsbezirk Darmstadt, Landkreis Lauterbach
- ab 1949: Bundesrepublik Deutschland, Hessen, Regierungsbezirk Darmstadt, Landkreis Lauterbach
- ab 1972: Bundesrepublik Deutschland, Hessen, Regierungsbezirk Darmstadt, Vogelsbergkreis, Stadt Lauterbach
- ab 1981: Bundesrepublik Deutschland, Hessen, Regierungsbezirk Gießen, Vogelsbergkreis, Stadt Lauterbach

### Gerichtszugehörigkeit seit 1803
In der Landgrafschaft Hessen-Darmstadt wurde mit Ausführungsverordnung vom 9. Dezember 1803 das Gerichtswesen neu organisiert. Für das Fürstentum Oberhessen (ab 1815 Provinz Oberhessen) wurde das „Hofgericht Gießen“ eingerichtet. Es war für normale bürgerliche Streitsachen Gericht der zweiten Instanz, für standesherrliche Familienrechtssachen und Kriminalfälle die erste Instanz. Übergeordnet war das Oberappellationsgericht Darmstadt. Die Rechtsprechung der ersten Instanz wurde durch die Ämter bzw. Standesherren vorgenommen und somit war für Sickendorf ab 1806 das „Patrimonialgericht der Freiherren Riedesel zu Eisenbach“ in Engelrod zuständig. Nach der Gründung des Großherzogtums Hessen 1806 wurden die Aufgaben der ersten Instanz 1821–1822 im Rahmen der Trennung von Rechtsprechung und Verwaltung auf die neu geschaffenen Land- bzw. Stadtgerichte übergingen. Dafür wurde das standesherrliche „Landgericht Lauterbach“ geschaffen. Erst infolge der Märzrevolution 1848 wurden mit dem „Gesetz über die Verhältnisse der Standesherren und adeligen Gerichtsherren“ vom 15. April 1848 die standesherrlichen Sonderrechte endgültig aufgehoben.
Anlässlich der Einführung des Gerichtsverfassungsgesetzes mit Wirkung vom 1. Oktober 1879, infolge derer die bisherigen großherzoglich hessischen Landgerichte durch Amtsgerichte an gleicher Stelle ersetzt wurden, während die neu geschaffenen Landgerichte nun als Obergerichte fungierten, kam es zur Umbenennung in „Amtsgericht Lauterbach“ und Zuteilung zum Bezirk des Landgerichts Gießen.
Am 1. Januar 2005 wurde das Amtsgericht Lauterbach als Vollgericht aufgehoben und zur Zweigstelle des Amtsgerichts Alsfeld. Zum 1. Januar 2012 wurde auch diese Zweigstelle geschlossen.

## Bevölkerung

### Einwohnerstruktur 2011
Nach den Erhebungen des Zensus 2011 lebten am Stichtag dem 9. Mai 2011 in Sickendorf 168 Einwohner. Darunter waren 6 (1,8 %) Ausländer. Nach dem Lebensalter waren 33 Einwohner unter 18 Jahren, 63 zwischen 18 und 49, 36 zwischen 50 und 64 und 26 Einwohner waren älter. Die Einwohner lebten in 66 Haushalten. Davon waren 12 Singlehaushalte, 21 Paare ohne Kinder und 27 Paare mit Kindern, sowie 6 Alleinerziehende und 3 Wohngemeinschaften. In 18 Haushalten lebten ausschließlich Senioren und in 42 Haushaltungen lebten keine Senioren.

### Einwohnerentwicklung
| • 1806: | 48 Einwohner, 9 Häuser             |
| • 1829: | 113 Einwohner, 10 Häuser           |
| • 1867: | 109 Einwohner, 13 bewohnte Gebäude |
| • 1875: | 91 Einwohner, 13 bewohnte Gebäude  |

| Sickendorf: Einwohnerzahlen von 1800 bis 2015 | Sickendorf: Einwohnerzahlen von 1800 bis 2015 | Sickendorf: Einwohnerzahlen von 1800 bis 2015 | Sickendorf: Einwohnerzahlen von 1800 bis 2015 | Sickendorf: Einwohnerzahlen von 1800 bis 2015 |
| --- | --------------------------------------------- | --------------------------------------------- | --------------------------------------------- | --------------------------------------------- |
| Jahr |                                               |                                               |                                               | Einwohner                                     |
| 1800 | 1800                                          |                                               | 26                                            | 26                                            |
| 1806 | 1806                                          |                                               | 48                                            | 48                                            |
| 1829 | 1829                                          |                                               | 113                                           | 113                                           |
| 1834 | 1834                                          |                                               | 113                                           | 113                                           |
| 1840 | 1840                                          |                                               | 107                                           | 107                                           |
| 1846 | 1846                                          |                                               | 116                                           | 116                                           |
| 1852 | 1852                                          |                                               | 108                                           | 108                                           |
| 1858 | 1858                                          |                                               | 104                                           | 104                                           |
| 1864 | 1864                                          |                                               | 125                                           | 125                                           |
| 1871 | 1871                                          |                                               | 77                                            | 77                                            |
| 1875 | 1875                                          |                                               | 91                                            | 91                                            |
| 1885 | 1885                                          |                                               | 111                                           | 111                                           |
| 1895 | 1895                                          |                                               | 93                                            | 93                                            |
| 1905 | 1905                                          |                                               | 138                                           | 138                                           |
| 1910 | 1910                                          |                                               | 134                                           | 134                                           |
| 1925 | 1925                                          |                                               | 144                                           | 144                                           |
| 1939 | 1939                                          |                                               | 139                                           | 139                                           |
| 1946 | 1946                                          |                                               | 255                                           | 255                                           |
| 1950 | 1950                                          |                                               | 275                                           | 275                                           |
| 1956 | 1956                                          |                                               | 226                                           | 226                                           |
| 1961 | 1961                                          |                                               | 195                                           | 195                                           |
| 1967 | 1967                                          |                                               | 193                                           | 193                                           |
| 1970 | 1970                                          |                                               | 181                                           | 181                                           |
| 1980 | 1980                                          |                                               | ?                                             | ?                                             |
| 1990 | 1990                                          |                                               | ?                                             | ?                                             |
| 2003 | 2003                                          |                                               | 198                                           | 198                                           |
| 2005 | 2005                                          |                                               | 165                                           | 165                                           |
| 2011 | 2011                                          |                                               | 168                                           | 168                                           |
| 2015 | 2015                                          |                                               | 163                                           | 163                                           |
| Datenquelle: Historisches Gemeindeverzeichnis für Hessen: Die Bevölkerung der Gemeinden 1834 bis 1967. Wiesbaden: Hessisches Statistisches Landesamt, 1968. Weitere Quellen: ; stadt Lauterbach; Zensus 2011 |                                               |                                               |                                               |                                               |

### Historische Religionszugehörigkeit
| • 1829: | 113 evangelische (= 100 %) Einwohner                                  |
| • 1961: | 138 evangelische (= 70,77 %) und 38 (= 19,49 %) katholische Einwohner |

## Politik
Ortsvorsteher ist Jens Ziemer..(Stand: Juni 2022)

## Persönlichkeiten
- Johann Wilhelm Riedesel zu Eisenbach (1705–1782), sächsisch-eisenachischer Hofgerichtsrat, Reichskammergerichtsassessor und zuletzt herzoglich braunschweigisch-lüneburgischer Geheimrat im Hochstift Osnabrück

## Infrastruktur
- Im Ort treffen sich die Landesstraßen 3144 und 3161.
- Nördlich des Ortes gibt es auf dem Gelände des ehemals riedeselschen Hofgutes einen Golfplatz.